# JS Hirado
Le JS Hirado (pennant number : MSO-305) est le deuxième dragueur de mines de classe Awaji de la Force maritime d'autodéfense japonaise (JMSDF).

## Construction et carrière
Le JS Hirado a été mis sur cale le 10 avril 2015 et lancé le 10 février 2017 par Japan Marine United (JMU) à Yokohama. Il a été mis en service le 16 mars 2018, lors d’une cérémonie tenue dans la préfecture de Kanagawa, un an jour pour jour après la mise en service du JS Awaji, le premier navire de la classe. Le JS Hirado avait commencé ses essais en mer en septembre 2017. Il a été incorporé au 1er groupe de guerre des mines et déployé à Yokosuka,,.
Du 18 au 30 juillet 2018, il a effectué des exercices de guerre des mines et un entraînement spécial conjoint Japon-États-Unis-Inde sur le déminage dans la baie de Mutsu.
Le JS Hirado était l’un des deux navires, avec le JS Uraga (un dragueur de mines de classe Uraga) qui ont désignés par la JMSDF pour participer à l’opération IMED21 (Indo-Pacific and Middle East Deployment 21), et se rendre au Brunei, au Bangladesh, au Sri Lanka, au Bahreïn et en Malaisie afin d’effectuer des exercices avec ces pays pour améliorer les compétences tactiques, renforcer la coopération, la compréhension mutuelle et la confiance entre ces marines. Les deux navires ont quitté le Japon le 12 décembre 2021,. Ils ont fait une escale logistique au Brunei Darussalam le 27 décembre. En route vers le port commercial de Muara, où ils ont fait escale, ils ont mené un exercice de passage (PASSEX) avec le navire de la Marine royale du Brunei (Royal Brunei Navy) KDB Darulehsan. Une fois réapprovisionnés, les deux navires japonais sont repartis pour leur destination suivante. Ils sont arrivés au port de Chattogram (Bangladesh) le 8 janvier 2022 et y sont restés jusqu’au 10 janvier 2022. Ce jour-là, ils ont effectué un exercice avec la Marine bangladaise. Ils se sont également rendus au Sri Lanka, à Bahreïn et en Malaisie avant de retourner au Japon le 31 mars 2022.
Fin avril 2024, deux destroyers de la Marine de l’Armée populaire de libération (PLAN), les CNS Baotou (133) et CNS Shaoxing (134), ont été aperçus naviguant vers le sud au nord-ouest de l’île Uotsuri, dans les îles Senkaku. Par la suite ils encore navigué vers le sud à l’ouest de l’île. Les destroyers ont ensuite navigué vers le sud entre l’île de Yonaguni-jima et Taïwan pour pénétrer dans la mer des Philippines, puis ils ont navigué au sud-ouest entre les îles d’Amami ō-shima et de Yokoate-jima pour entrer dans la mer de Chine orientale. Les destroyers de la PLAN ont été suivis par le destroyer d’escorte JS Jintsu (DE-230) et le JS Hirado, ainsi que par un avion de patrouille maritime Kawasaki P-1 de la base aérienne de Kanoya sur l’île de Kyūshū. Un Lockheed P-3C Orion de la Fleet Air Wing 5 basée sur la base aérienne de Naha, à Okinawa, a également participé à la surveillance des navires de la PLAN.
En juillet 2024, l’exercice de guerre des mines (MINEX) 2JA 2024 a réuni la Marine américaine et la JMSDF au large des côtes du nord du Japon, dans la baie de Mutsu. Au cours de cet exercice de 11 jours, les participants ont travaillé ensemble pour dégager un chenal pour les navires à travers un champ de mines fictif, en utilisant des tactiques de guerre des mines comprenant la chasse aux mines, leur détection et leur neutralisation. Quatorze navires de la force de guerre des mines de la JMSDF ont participé à l’exercice, dont les navires antimines de classe Uraga JS Uraga (MST 463) et JS Bungo (MST 464), les dragueurs de mines de classe Awaji JS Hirado et JS Etajima (MSO 306), les dragueurs de mines de classe Sugashima JS Izushima (MSC 687) et JS Miyajima (MSC 690), le dragueur de mines de classe Hirashima JS Takashima (MSC 603) et le dragueur de mines de classe Enoshima JS Chichijima (MSC 605). La JMSDF a également été appuyée par deux hélicoptères de lutte antimines de la 111e Escadrille d’hélicoptères de lutte contre les mines. Les forces américaines comprenaient les navires de classe Avenger USS Warrior (MCM-10) et USS Patriot (MCM-7), le personnel du MCMRON 7, l’unité mobile d’élimination des munitions explosives 5 et le 15e escadron de lutte contre les mines par hélicoptère,.